# Sue Lloyd
Sue Lloyd, per esteso Susan Margery Jeaffreson Lloyd (Aldeburgh, 7 settembre 1939 – Londra, 20 ottobre 2011), è stata una modella, attrice e ballerina britannica.
È stata molto nota in Inghilterra per il ruolo sostenuto dal 1979 al 1985 nella soap opera britannica Crossroads, e per quello di Cordelia Winfield nella serie televisiva della ITC Il barone.

## Biografia

### Gli inizi
Figlia di un medico generico, nacque ad Aldeburgh, nel Suffolk (Gran Bretagna), frequentò a Birmingham la Edgbaston High School e da bambina la scuola di danza del Teatro Sadler's Wells. Quando la sua altezza aumentò (1 metro e 73 centimetri) le sue possibilità di carriera come ballerina diminuirono e divenne un showgirl, modella e, per breve tempo, fu membro della troupe di danza di Lionel Blair. Fu una delle ultime due debuttanti ad essere presentate alla Regina a Buckingham Palace.

### Cinema e televisione
Il suo primo ruolo di successo nel cinema fu nel film di spionaggio Ipcress (1965), accanto a Michael Caine, che interpretava il personaggio di Harry Palmer. Nello stesso anno iniziò a interpretare il ruolo dell'agente agente segreto Cordelia Winfield, accanto a Steve Forrest, nella serie televisiva britannica della ITC Il barone, che durò fino al 1985. Originariamente il personaggio della Lloyd comparve solo nell'episodio pilota, con la spalla di Steve Forrest, interpretata da Paul Ferris. Pressioni dalla rete televisiva americana che doveva proiettare lo spettacolo fecero sostituire Ferris con Lloyd.
Nel 1971, Lloyd partecipò a una versione teatrale delle serie TV Agente speciale interpretando la spalla di John Steed, Mrs. Hannah Wild. Essa recitò inoltre accanto a numerose altre "stelle" nella parodia di James Bond Sono il n. 1 del servizio segreto (1976), diretto da Lindsay Shonteff. Fece inoltre numerose apparizioni televisive come guest star negli anni sessanta e settanta, in particolare nelle serie Il Santo, Dipartimento S, Jason King, Il mio amico fantasma, Attenti a quei due e L'ispettore Regan. 
Tra i film da lei interpretati, da ricordare Corruption (1968), La vendetta della Pantera Rosa (1977), The Stud - Lo stallone (1978) e The Bitch (1979). Sulla sua pagina twitter, Joan Collins, protagonista di The Bitch, ha scritto che lei e la Lloyd avevano dovuto ubriacarsi prima di recitare nude in scena. La Lloyd recitò nuovamente con Michael Caine in  All'inseguimento della morte rossa (1995), uno degli ultimi film in cui compare il personaggio di Harry Palmer. Lloyd entrò nel cast della lunga soap opera Crossroads nel 1979. Ella ricoprì il ruolo di Barbara Hunter (nata Brady) fino a che lei e il suo partner, nella finzione e nella realtà, Ronald Allen dovettero lasciare la serie nel 1985.

### Vita privata
In Crossroads Lloyd recitava nel ruolo di moglie dell'attore Ronald Allen, che fu "silurato" insieme a lei nello stesso giorno Essi erano buoni amici, essendosi incontrati poco dopo che il di lei partner nella vita, l'attore Brian Hankins, morì di tumore nel 1978. Gli amici della Lloyd si stupirono quando, nel 1991, ella sposò un sofferente Allen sei mesi prima che lui stesso morisse, il 18 giugno, di cancro. Sue Lloyd morì a Londra il 20 ottobre 2011, all'età di 72 anni, a causa di un tumore.

## Filmografia

### Cinema
- Il cadavere in cantina (Nothing But the Best), regia di Clive Donner (1964)
- Ipcress (The Ipcress File), regia di Sidney J. Furie (1965)
- Hysteria, regia di Freddie Francis (1965)
- Attacco alla costa di ferro (Attack on the Iron Coast), regia di Paul Wendkos (1968)
- L'ossessione del mostro (Corruption), regia di Robert Hartford-Davis (1968)
- Dov'è Jack? (Where's Jack?), regia di James Clavell (1969)
- Twinky (Lola), regia di Richard Donner (1970)
- Il complesso del trapianto (Percy), regia di Ralph Thomas (1971)
- Sole rosso sul Bosforo (Innocent Bystanders), regia di  Peter Collinson (1972)
- That's Your Funeral - sitcom della BBC (1972)
- Go for a Take, regia di Harry Booth (1972)
- Penny Gold, regia di Jack Cardiff (1973)
- Spanish Fly, regia di Bob Kellett (1976)
- A.A.A. A mogli piacenti... tuttofare offresi (The Ups and Downs of a Handyman), regia di John Sealey (1976)
- Sono il n. 1 del servizio segreto (No. 1 of the Secret Service), regia di Lindsay Shonteff (1977)
- La vendetta della Pantera Rosa (Revenge of the Pink Panther), regia di Blake Edwards (1977)
- The Stud - Lo stallone (The Stud), regia di Quentin Masters (1978)
- Lady Oscar, regia di Jacques Demy (1979)
- The Bitch, regia di Gerry O'Hara (1979)
- Correction, Please or How We Got Into Pictures (1979)
- Taglio di diamanti (Rough Cut), regia di Larry Gelbart (1980)
- Mangia il ricco (Eat the Rich), regia di Peter Richardson (1987)
- U.F.O., regia di Tony Dow (1993)
- All'inseguimento della morte rossa (Bullet to Beijing), regia di George Mihalka (1995)
- Beginner's Luck, regia di James Callis e Nick Cohen (2001)

### Televisione
- Il Santo (The Saint) – serie TV, 2 episodi (1964–1967)
- L'ispettore Gideon (Gideon's Way) – serie TV, 2 episodi (1964)
- Agente speciale (The Avengers) – serie TV, 1 episodio (1965)
- Il barone (The Baron) – serie TV, 23 episodi (1966–1967)
- Journey to the Unknown – serie TV, 1 episodio (1969)
- Dipartimento S (Department S) – serie TV, 1 episodio (1969)
- Attenti a quei due (The Persuaders!) – serie TV, episodio 1x03 (1971)
- The Two Ronnies – serie TV, 7 episodi (1972)
- L'ispettore Regan (The Sweeney) – serie TV, 1 episodio (1976)
- Sherlock Holmes e il dottor Watson (Sherlock Holmes and Doctor Watson) – serie TV, episodi 1x03-1x22 (1979-1980)
- Crossroads – soap opera, 15 puntate (1979–1985)
- L'asso della Manica (Bergerac) – serie TV, 2 episodi (1988–1990)
- Miss Marple (Agatha Christie's Miss Marple) – serie TV, episodio 1x10 (1989)
- Keeping Up Appearances – serie TV, 1 episodio (1993)[10]

## Doppiatrici italiane
- Benita Martini in Attacco alla costa di ferro
- Mirella Pace in Sole rosso sul Bosforo
- Anna Miserocchi in The Stud - Lo stallone
- Serena Spaziani in Lady Oscar